# Списак улица Источног Новог Сарајева
Следећи списак садржи називе улица у Источном Новом Сарајеву:

## Списак
| Списак улица Источног Новог Сарајева | |                                        |
| назив улице                          | личност/догађај/топоним по којој је названа | дио града/насеље                       |
| 9. јануара                           | 9. јануар Дан Републике Српске | Врањеш                                 |
| А                                    | |                                        |
| Б                                    | |                                        |
| Београдска                           | Београд главни град Републике Србије. | Миљевићи                               |
| Борише Старовића                     | Бориша Старовић српски љекар, професор хирургије, бивши декан Медицинског факултета у Сарајеву, декан Медицинског факултета Универзитета у Српском Сарајеву, ректор Универзитета у Српском Сарајеву, и члан Академије наука и умјетности Републике Српске, те њен генерални секретар и потпредседник. | Лукавица                               |
| В                                    | |                                        |
| Војводе Момчила Ђујића               | Момчило Ђујић српски четнички војвода командант Динарске дивизије. | Враца                                  |
| Војводе Радомира Путника             | Радомир Путник српски војвода. | Враца, Лукавица, Насеље Старосједилаца |
| Вука Караџића                        | Вук Стефановић Караџић српски филолог, реформатор српског језика, сакупљач народних умотворина и писац првог рјечника српског језика. | Лукавица, Тилава                       |
| Г                                    | |                                        |
| Гатачка                              | Гацко град у сјевероисточном дијелу Источне Херцеговине. | Врањеш                                 |
| Д                                    | |                                        |
| Дедијерова                           | Владимир Дедијер академик, историчар, публициста новинар и учесник НОР-а. | Насеље Старосједилаца                  |
| Дечанска                             | Манастир Високи Дечани српски средњовијековни манастир - задужбина краља Стефана Дечанског и цара Душана. | Лукавица                               |
| Доњи Миљевићи                        | — | Миљевићи                               |
| Драже Михаиловића                    | Драгољуб Михаиловић армијски генерал и начелник штаба Врховне команде Југословенске војске у отаџбини. | Насеље Старосједилаца                  |
| Душка Трифуновића                    | Душко Трифуновић био је српски књижевник, песник и телевизијски аутор. |                                        |
| Ђ                                    | |                                        |
| Ђуре Јакшића                         | Ђура Јакшић српски сликар, пјесник, приповједач, драмски писац, учитељ и боем. | Лукавица                               |
| Е                                    | |                                        |
| Ж                                    | |                                        |
| З                                    | |                                        |
| Змај Јовина                          | Јован Јовановић Змај један од највећих лиричара српског романтизма. | Лукавица                               |
| Зорана Цвијетића                     | Зоран Цвијетић је био први начелник Центра служби безбједности Сарајевско-романијско-бирчанске регије и први министар унутрашњих послова Српске аутономне области Романија. | Лукавица                               |
| И                                    | |                                        |
| Иве Андрића                          | Иво Андрић српски и југословенски књижевник и дипломата Краљевине Југославије. | Насеље Старосједилаца                  |
| Ј                                    | |                                        |
| Јована Рашковића                     | Јован Рашковић психијатар, академик, оснивач Српске демократске странке (СДС) у Хрватској. | Лукавица                               |
| К                                    | |                                        |
| Карађорђева                          | Карађорђе Петровић вођа Првог српског устанка и родоначелник династије Карађорђевића. | Лукавица                               |
| Карла Батка                          | Карло Батко браварски радник, учесник Народноослободилачке борбе и народни херој Југославије. | Насеље Старосједилаца                  |
| Книнска                              | Книн град у Хрватској у Шибенско-книнској жупанији и главни град Републике Српске Крајине. | Врањеш                                 |
| Л                                    | |                                        |
| Љ                                    | |                                        |
| М                                    | |                                        |
| Милана Тепића                        | Милан Тепић мајор Југословенске народне армије и народни херој Југославије. | Враца, Насеље Старосједилаца           |
| Миљевићи                             | — | Миљевићи                               |
| Моме Капора                          | Момо Капор српски сликар, књижевник, новинар, члан Сената Републике Српске и Академије наука и уметности Републике Српске. | Лукавица                               |
| Миљевићи                             | — | Миљевићи                               |
| Н                                    | |                                        |
| Насеље Слободе                       | — | Насеље Слободе                         |
| Николе Пашића                        | Никола Пашић српски и југословенски политичар, дугогодишњи председник владе Краљевине Србије и Краљевине Срба, Хрвата и Словенаца, оснивач и вођа Народне радикалне странке. | Лукавица                               |
| Николе Тесле                         | Никола Тесла један од најпознатијих српских и свјетских проналазача и научника у области физике, електротехнике и радиотехнике. | Лукавица                               |
| Њ                                    | |                                        |
| Његошева                             | Петар II Петровић Његош један од највећих српских пјесника, владар Црне Горе и владика. | Миљевићи                               |
| О                                    | |                                        |
| Озренска                             | Озрен планина, између Илијаша и Сокоца. | Враца                                  |
| П                                    | |                                        |
| Петра Кочића                         | Петар Кочић српски пјесник, писац и политичар. | Миљевићи                               |
| Прве сарајевске бригаде              | 1. сарајевска механизована бригада бригада Сарајевско-романијског корпуса Војске Републике Српске | Лукавица                               |
| Р                                    | |                                        |
| С                                    | |                                        |
| Симе Милутиновића Сарајлије          | Сима Милутиновић Сарајлија српски пјесник и Његошев учитељ. | Лукавица                               |
| Спасовданска                         | Спасовдан или Вазнесење Христово је хришћански празник, који се слави 40 дана након Васкрса. | Лукавица                               |
| Стефана Немање                       | Стефан Немања велики жупан Рашке, родоначелник владарске династије Немањића и творац моћне српске државе у средњем вијеку. | Лукавица, Насеље Слободе               |
| Т                                    | |                                        |
| Томино брдо                          | — | Тилава                                 |
| Трг Републике Србије                 | Србија је самостална држава на Балканском полуострву. | Лукавица                               |
| Ћ                                    | |                                        |
| У                                    | |                                        |
| Уздојнице                            | — | Тилава                                 |
| Ф                                    | |                                        |
| Х                                    | |                                        |
| Хиландарска                          | Манастир Хиландар српски манастир који се налази у сјеверном дијелу Свете горе Атонске (гр. Аγιоν Оρоς), државе православних монаха која постоји више од хиљаду година. | Лукавица                               |
| Ц                                    | |                                        |
| Цара Душана                          | Стефан Душан српски средњовјековни краљ (1331 — 1345) и први српски цар (1346—1355). | Лукавица, Насеље Слободе               |
| Цара Лазара                          | Лазар Хребељановић српски кнез са престоницом у Крушевцу. Погинуо је у бици на Косову 1389. и проглашен је за свеца. | Лукавица                               |
| Ч                                    | |                                        |
| Џ                                    | |                                        |
| Ш                                    | |                                        |